# Ayreon

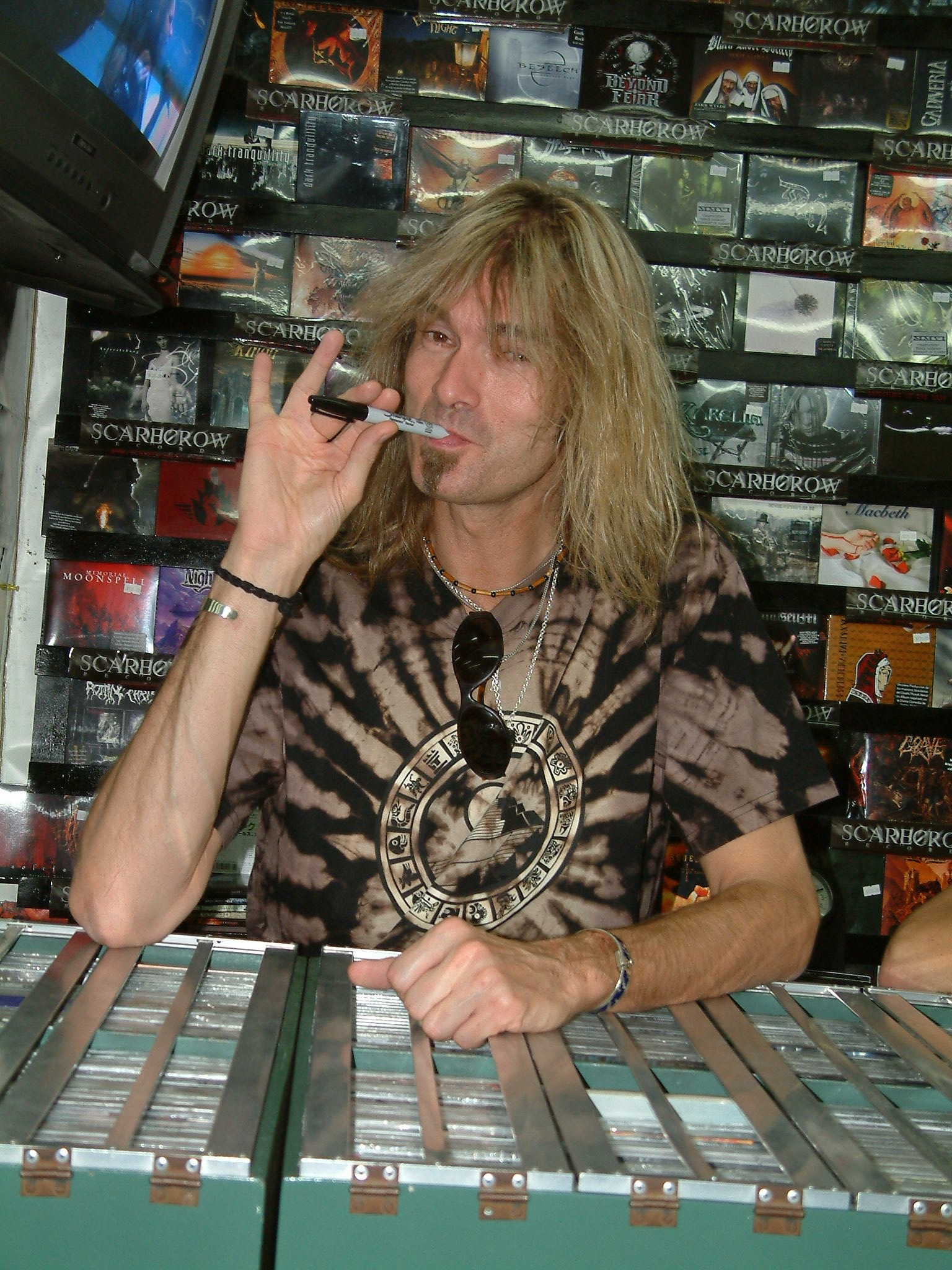
Arjen Anthony Lucassen

Ayreon je projekt nizozemského kytaristy, zpěváka, skladatele a multiinstrumentalisty Arjena Lucassena. Žánrově spadá pod progressive metal ve spojení s rockovou operou. Texty jsou silně ovlivněny fantasy a sci-fi, navíc v sobě skrývají mírové a ekologické poselství. První album The Final Experiment vyšlo v roce 1995. Hudba i texty jsou dílem Arjena Lucassena, který na jednotlivých albech spolupracuje s dalšími hudebníky často velmi zvučných jmen. Nejedná se tedy o hudební skupinu v pravém slova smyslu.

## Příběh
Tvorba je koncepční, všechny alba tvoří volně navazující příběh. Jednotlivé postavy vystupující v příběhu ztvárňují různí zpěváci.

### The Final Experiment
Píše se rok 2084. Lidstvo se téměř samo zničilo. Jedinou nadějí je poslední experiment, vyslat poselství časem nazpět a lidstvo varovat. Zprávu přijme slepý středověký minstrel Ayreon, který začne o svých vizích zpívat a šířit je mezi lidem ve své vesnici. Je však označen za ďábelské sémě a vyhnán. Ayreon prchá a dostává se ke dvoru krále Artuše. Zde znovu zpívá o příčinách hrozícího zániku Země. Merlin ho považuje za podvodníka a nařídí jej zabít. Teprve když je pozdě, pochopí, že Ayreonovy vize byly skutečné. Tehdy předpoví, že ve 20. století lidstvo dostane novou šanci přijmout tuto zprávu a zachránit se před jistou zkázou.

### Actual Fantasy
Toto album nepřináší žádný ucelený příběh, ale odhaluje výjevy jdoucí napříč lidskými dějinami - od raného středověku až po blízkou budoucnost. Jednotlivé písně jsou inspirovány např. romány Nekonečný příběh nebo Jméno růže. Ocitneme se také na postapokalyptické Zemi zničené válkou, z níž lidstvo muselo uprchnout do vesmíru.

### Into The Electric Castle
Postavy tohoto alba (Horal, Indián, Rytíř, Říman, Egypťanka, Barbar, Hippie a Muž z budoucnosti) se ocitají na místě mimo prostor a čas. Společně přichází ke Stromu rozhodnutí (The Decision Tree), kde je jim neznámým hlasem oznámeno, že jeden z nich musí zemřít. Po krátké debatě je zvolen Horal. Zbytek prochází světelným tunelem přes duhový most do Elektrického zámku (The Electric Castle). Každý z nich vnímá tento fantaskní svět jinak, na základě svého náboženství či vědomostí. Při průchodu zámkem někteří z nich podléhají různým nástrahám, které tu číhají. Přeživší Rytíř, Říman, Hippie a Muž z budoucnosti se pak dozvídají, že hlas, který je provázel, patřil mimozemšťanovi zvanému Forever of The Stars. Foreverové jsou bytosti, které ztratily schopnost vnímat emoce, kterou se nyní snaží získat zpět. Planeta Země byla jejich experimentem stvořeným za tímto účelem.

### The Universal Migrator Part I: The Dream Sequencer
Ve 22. století poslední z kolonistů na Marsu živoří, protože dodávky zásob ze země se zastavily po zničující válce v roce 2084. Kolonista zapíná stroj na virtuální realitu zvaný Dream Sequencer. Ten mu navozuje sny, které ho zavedou nejprve do vlastního dětství na Marsu a posléze na výpravu zpět napříč historií lidské rasy až k jejímu zrodu.

### The Universal Migrator Part II: Flight Of The Migrator
Navazuje na předchozí. Poslední žijící člověk, kterým je kolonista na Marsu, se uchyluje díky stroji zvanému Dream Sequencer do virtuální reality. Nastavuje program, který ho přivádí nazpět v dějinách až k Velkému třesku. Zároveň s Velkým třeskem dochází ke zrodu první duše zvané Universal Migrator, která se postupně rozpadá na milion dalších Migratorů. Kolonista putuje vesmírem s tím, který míří k Zemi. Když jí dosáhnou, dozvídá se, že jeho tělo již zemřelo a z něj se stal nový Migrator.

### The Human Equation
Muž za bílého dne bez zjevné příčiny sjede automobilem ze silnice a havaruje. Upadá do kómatu, u jeho nemocničního lože se potkávají jeho žena a nejlepší přítel, muž z dálky slyší jejich hlasy. Uvnitř jeho mysli začíná probíhat dialog mezi ním a jeho emocemi. Některé z nich se mu snaží pomoci se probrat, jiné ho naopak stahují hlouběji. Muž vzpomíná na svůj život a nakonec i na osudný den. Chtěl se zabít, protože spatřil svou ženu v objetí nejlepšího přítele. Nakonec se rozhodne žít a procitá spolu se svými emocemi. Na konci zjišťujeme, že vše bylo součástí programu The Human Equation, který si na Dream Sequenceru spustil Forever of The Stars. Album končí jeho slovy: "Emoce, vzpomínám si..." ("Emotions, I remember...")

### 01011001
Album začíná na planetě Y, na které žijí Foreverové (bytosti, které díky přílišné závislosti na počítačích a strojích přišli o schopnost cítit emoce). Stav civilizace Foreverů je pak konfrontován s běžnou každodenní stereotypní realitou současného pozemského dělníka odcizeného od rodiny. Následně Foreverové vysílají svoji DNA na kometě do vesmíru. Kometa způsobí vyhynutí dinosaurů na planetě Zemi, ale Foreverové hodnotí kladně, že se jejich DNA uchytila. Foreverové urychlí vývoj lidstva, ale všechny dary, které mu dají, lidstvo obrací samo proti sobě. Na konci se příběh vrací k událostem z The Final Experiment, když dva pozemští vědci vysílají do minulosti zprávu, kterou zachytí Ayreon. A pak již jen Foreverové bezmocně přihlížejí ke zkáze Země v roce 2084.

### The Theory Of Everything
Album The theory of everything je začátek nového příběhu, kdy předešlý příběh ukončilo album 01011001. Na rozdíl od předchozích alb, která se konala ve sci-fi kontextu (s výraznou výjimkou The Human Equation, odehrávajících se v lidské mysli), album The theory of everything zapadá do realistického světa. Lucassen ve 42 skladbách, ze kterého jsou alba složená, hledá odpovědi na konečnou otázku života a vesmíru. Je to vlastně přímý odkaz na dílo Douglase Adamse Stopařův průvodce po Galaxii, jež Lucassen uznává. Podle Lucassena se album skládá ze 4 skladeb rozdělených do různých segmentů, čítajících hodinu a půl hudby. 18. prosince 2013 Lucassen zveřejnil bezplatnou verzi alba, kterou kompletně nazpíval Waarbroek.

### The Source
Příběh The Source se odehrává před všemi předchozími alby a vypráví o původu Foreverů. Je rozdělen do čtyř částí, označovaných jako "Kronika".

## Obsazení

### Zakladatel
- Arjen A. Lucassen

### Hosté
- Andi Deris (Helloween)
- Jørn Lande (ex-Masterplan)
- Anneke van Giersbergen (ex-The Gathering)
- Bob Catley
- Bruce Dickinson (Iron Maiden)
- Daniel Gildenlöw (Pain of Salvation)
- Devin Townsend
- Fish
- Steve Lee (Gotthard)
- Hansi Kürsch (Blind Guardian)
- Mikael Åkerfeldt (Opeth)
- Timo Kotipelto (Stratovarius)
- Tobias Sammet (Edguy, Avantasia)
- James LaBrie (Dream Theater)
- Simone Simons (Epica)
- Floor Jansen (Nightwish)
- Irene Jansen

## Diskografie
- The Final Experiment (1995)
- Actual Fantasy (1996)
- Into the Electric Castle (1998)
- The Universal Migrator Part I: The Dream Sequencer (2000)
- The Universal Migrator Part II: Flight Of The Migrator (2000)
- The Human Equation (2004)
- 01011001 (2008)
- The Theory of Everything (2013)
- The Source (2017)
- Transitus (2020)

Koncertní alba
- The Theater Equation (2016)
- Ayreon Universe – Best of Ayreon Live (2018)
- Electric Castle Live and Other Tales (2020)